# 鹿溪
鹿溪，位于中华人民共和国福建省南部沿海地区的一条河流，发源于平和县东南部五寨乡前岭村西北的矾山，蜿蜒向东南流经五寨乡、漳浦县石榴镇、县城绥安镇等地，于旧镇镇以南汇入台湾海峡旧镇港。河长58千米，流域面积615平方千米，河道平均比降9.1‰。